# Vânători, Constanța
Vânători este un sat în comuna Pecineaga din județul Constanța, Dobrogea, România. În trecut s-a numit Așcilar/ Așçılar / Haidarchioi. La recensământul din 2002 avea o populație de 230 locuitori.